# Bernard Miles
Bernard James Miles, BCE (Uxbridge, 27 settembre 1907 – Knaresborough, 14 giugno 1991), è stato un attore e direttore teatrale britannico.

## Biografia
Educato alla Bishopshalt School di Hillingdon, Miles completò la sua formazione al Pembroke College, a Oxford, e poi si dedicò al teatro negli anni trenta. Fu fondatore e direttore del Mermaid Theatre. Il passaggio sul grande schermo risale alla fine del decennio, e l'attore ebbe ruoli di primo piano nel cinema patriottico britannico durante la seconda guerra mondiale, in film come Volo senza ritorno (1942) di Michael Powell ed Emeric Pressburger e Eroi del mare (1944) di David Lean, oltre a un ruolo non accreditato ne Il primo dei pochi (1942), diretto dall'attore Leslie Howard.
Nel dopoguerra Miles apparve ancora in alcuni classici del cinema britannico, come Grandi speranze (1946) di David Lean e I misteri di Londra (1947) di Alberto Cavalcanti, mentre nel decennio successivo recitò in celebri film statunitensi quali Moby Dick, la balena bianca (1956) di John Huston e soprattutto L'uomo che sapeva troppo (1956) di Alfred Hitchcock: assai stimato come attore dal regista inglese, Miles impersonò il flemmatico ma spietato Edward Drayton, che dietro la rispettabile attività di prete anglicano rapirà su commissione di un ambasciatore il figlioletto della coppia di protagonisti interpretati da James Stewart e Doris Day. 
Miles interpretò in più di un'occasione il personaggio di Long John Silver nelle rappresentazioni annuali de L'isola del tesoro messe in scena durante gli anni sessanta al Mermaid Theatre (di cui egli fu il fondatore e il direttore). Interpretò il personaggio anche in una versione per il piccolo schermo trasmessa dalla televisione britannica. Dotato di una piacevole voce di basso-baritono, apprezzata sia nel teatro che al cinema, Miles fu molto richiesto anche come narratore e voce fuoricampo, acquistando notorietà in tale veste per una serie di monologhi comici, spesso in dialetto, che furono registrati e venduti come album discografici assai popolari presso il pubblico.
Miles fu nominato Commendatore dell'Ordine dell'Impero Britannico (CBE) nel 1953, cavaliere nel 1969, e ottenne nel 1979 la paria a vita come Barone Miles di Blackfriars. Fu il secondo attore britannico (dopo Laurence Olivier) a essere insignito di un titolo nobiliare non per ereditarietà.
L'attore morì a Knaresborough, nel North Yorkshire, il 14 giugno 1991, all'età di 83 anni.

## Vita privata
Dal matrimonio con la collega Josephine Wilson, Miles ebbe due figlie, Sally (divenuta anche lei attrice) e Bridget, nonché un figlio, John, che fu un pilota di Formula 1 tra la fine degli anni sessanta e l'inizio degli anni settanta con il team Lotus.

## Filmografia parziale

### Cinema
- La cittadella (The Citadel), regia di King Vidor (1938)
- La spia in nero (The Spy in Black), regia di Michael Powell (1939)
- Contrabbando (Contraband), regia di Michael Powell (1940)
- Il primo dei pochi (The First of Few), regia di Leslie Howard (1942)
- Volo senza ritorno (One of Our Aircraft Is Missing), regia di Michael Powell ed Emeric Pressburger (1942)
- Eroi del mare (In Which We Serve), regia di Noël Coward, David Lean (1942)
- Grandi speranze (Great Expectations), regia di David Lean (1946)
- I misteri di Londra (The Life and Adventures of Nicholas Nickleby), regia di Alberto Cavalcanti (1947)
- Stupenda conquista (The Magic Box), regia di John Boulting (1951)
- Arrivò l'alba (Never Let Me Go), regia di Delmer Daves (1953)
- L'uomo che sapeva troppo (The Man Who Knew Too Much), regia di Alfred Hitchcock (1956)
- Moby Dick, la balena bianca (Moby Dick), regia di John Huston (1956)
- Tigre nella nebbia (Tiger in the Smoke), regia di Roy Ward Baker (1956)
- Zarak Khan (Zarak), regia di Terence Young (1956)
- Indagine pericolosa (Fortune Is a Woman), regia di Sidney Gilliat (1957)
- La pazza eredità (The Smallest Show on Earth), regia di Basil Dearden (1957)
- Santa Giovanna (Saint Joan), regia di Otto Preminger (1957)
- Le meravigliose avventure di Pollicino (Tom Thumb), regia di George Pal (1958)
- Zaffiro nero (Sapphire), regia di Basil Dearden (1959)
- Lassù qualcuno mi attende (Heavens Above!), regia di John Boulting, Roy Boulting (1963)
- Corri libero e selvaggio (Run Wild, Run Free), regia di Richard C. Sarafian (1969)

### Televisione
- The DuPont Show of the Month – serie TV, episodio 1x09 (1958)
- Il brivido dell'imprevisto (Tales of the Unexpected) – serie TV, episodio 3x06 (1980)

## Doppiatori italiani
- Lauro Gazzolo in Arrivò l'alba, L'uomo che sapeva troppo
- Gino Baghetti in Moby Dick, la balena bianca
- Giorgio Capecchi in Zarak Khan
- Augusto Marcacci in Grandi speranze